# Серкл-Сіті (Аризона)
Серкл-Сіті (англ. Circle City) — невключена територія в окрузі Марікопа, штат Аризона, США. 

## Демографія
У 2010 році на території мешкало приблизно 10538 осіб (у 2000 році — 1402 осіб). 
Чоловіків — 5,152 ;

Жінок — 5,388 .
Будинків та вілл: 5,843;
орендованих: 449.
Середній розмір домогосподарства: 2.7 осіб; по Аризоні: 2.7 осіб. 

### Доходи
Середній скоригований валовий дохід в 2004 році: $40,624;
по Аризоні: $50,097.
Середня заробітна плата: $35,355;
по Аризоні: $42,146.

### Расова / етнічна приналежність (перепис 2010)
Білих — 9,002.

 Афроамериканців — 470.

 Індіанців — 33.

 азіатів — 359.

 Корінних жителів Гавайських островів та інших островів Тихого океану — 179.

 Інші — 40.

 Відносять себе до 2-х або більше рас — 363.

 Латиноамериканців — 927.